# Philip Wharton, IV barone Wharton

Wharton ritratto da van Dyck

Philp Wharton, IV barone Wharton (1613 – 4 febbraio 1686), è stato un politico inglese.

## Biografia

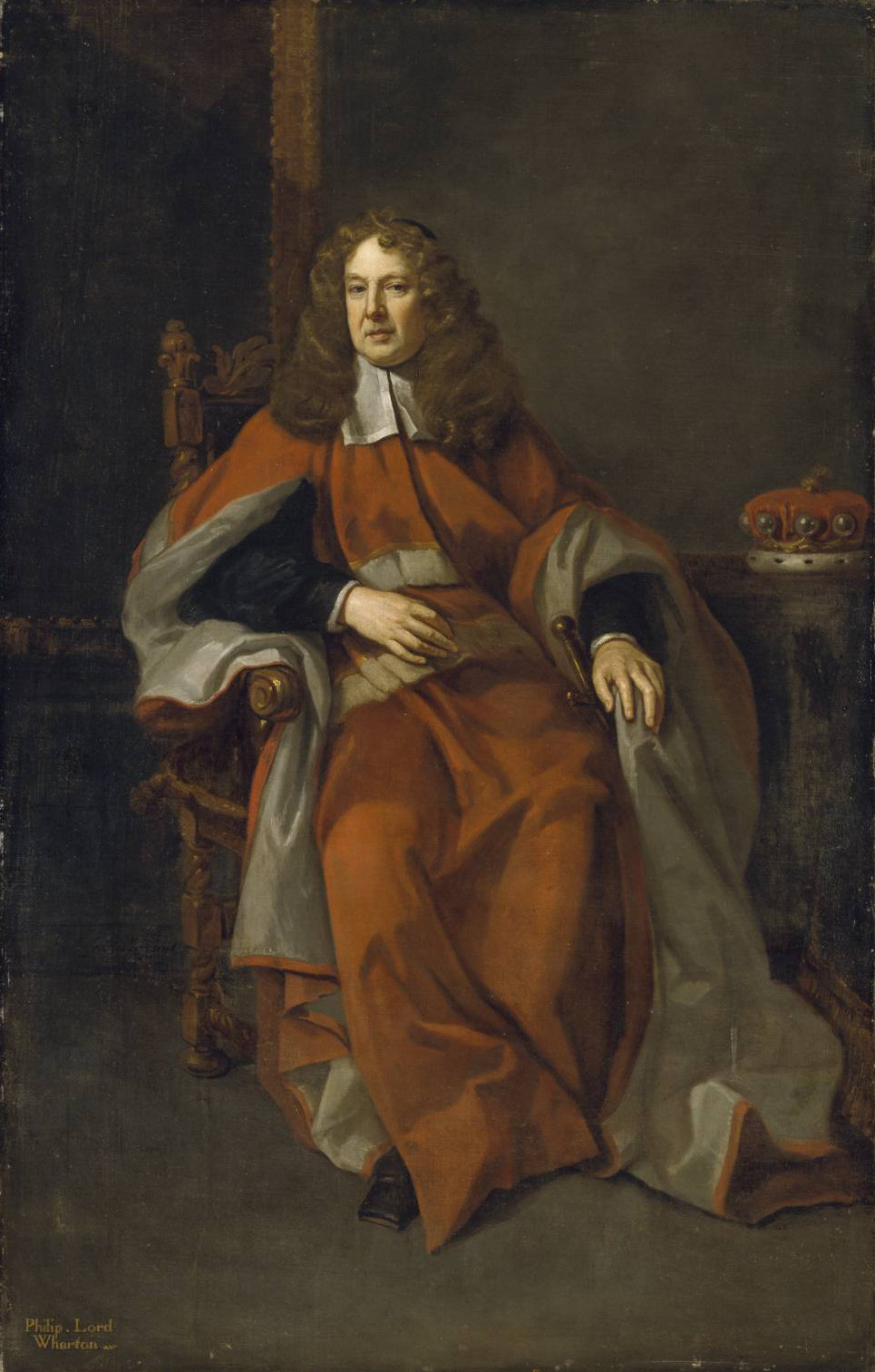
Lord Wharton in un ritratto del 1685 di Kneller.

Durante la guerra civile, benché aristocratico e pari del regno d'Inghilterra, si schierò dalla parte dei parlamentari, svolgendo svariati incarichi, tra cui soldato, diplomatico e politico. Nel giugno 1642 fu nominato dal Parlamento inglese Lord Lieutenant of Buckinghamshire. Puritano, era grande amico di Oliver Cromwell, al quale si era avvicinato dopo frequenti dissapori con la corte di Carlo I Stuart. Nel 1676 fu catturato e imprigionato nella Torre di Londra. Lasciata la torre, nel 1685 fuggì, sotto il regno di Giacomo II per riparare nei Paesi Bassi presso Guglielmo III.
Padre di Thomas Wharton, I marchese di Wharton.
Sia il barone che le sue figlie furono ritratti dal pittore ufficiale di corte a Londra, Antoon van Dyck.